# Ahu Te Pito Kura

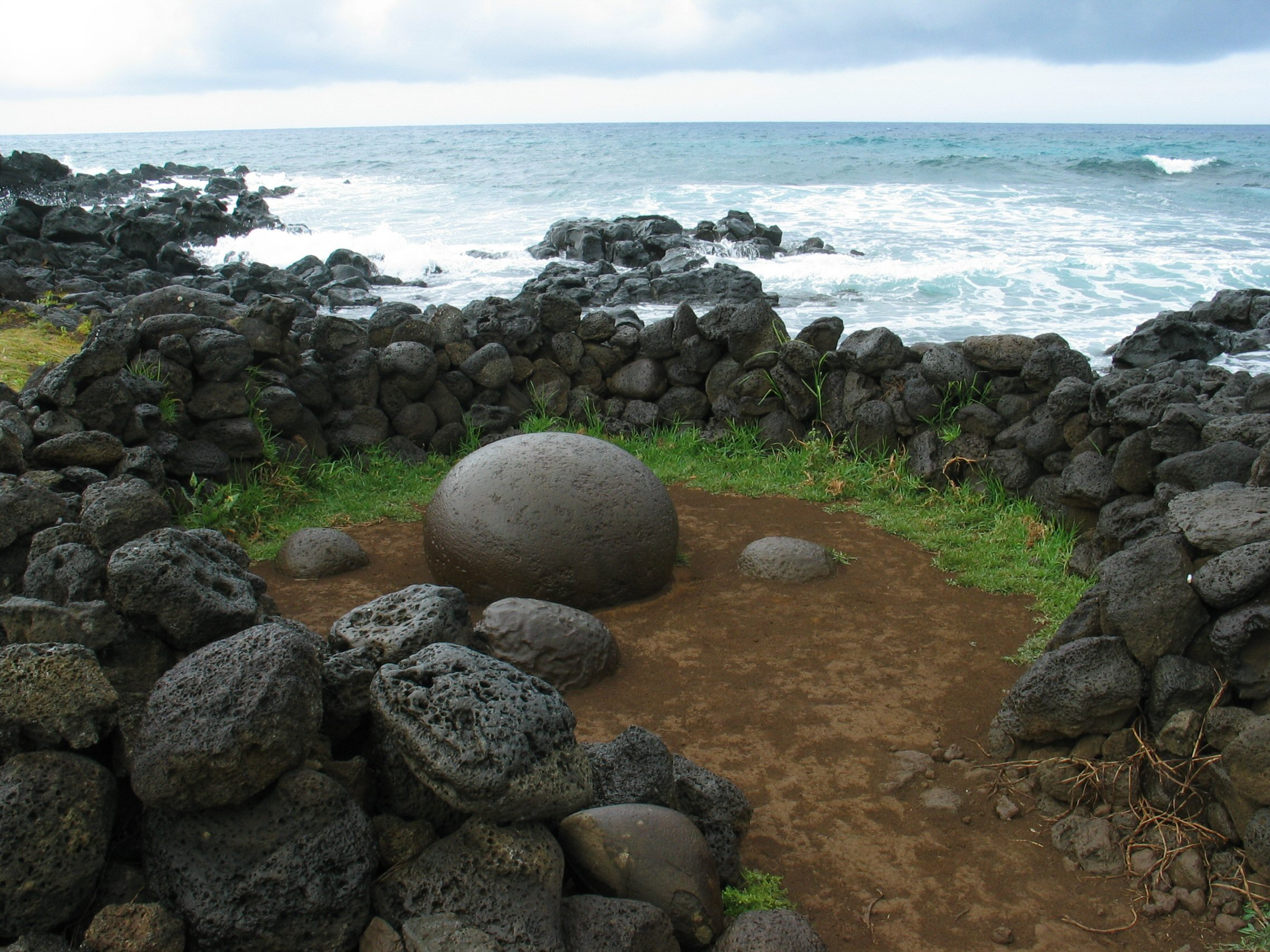
Te Pito o Te Henua, magnetický kámen, ležící nedaleko Ahu Te Pito Kura

Ahu Te Pito Kura je plošina Ahu nalézající se v blízkosti severního pobřeží Velikonočního ostrova, poblíž zálivu La Pérouse, zhruba 26 km od Hanga Roi. Na Ahu Te Pito Kura stávala největší vztyčená socha Moai na ostrově, nazývaná Paro. Tato Moai je vzhledem podobná sochám v okolí Rano Raraku. Socha dnes leží vedle plošiny Ahu i se svým Pukaem. Původně přibližně 10 m vysoká a 75 tun vážící socha byla pádem rozlomena na dvě části. Archeologové předpokládají, že se socha zřítila kolem roku 1840.

## Te Pito o Te Henua
Nedaleko od sochy se nachází hladce zaoblený, magnetický kámen, který je nazýván Te Pito o Te Henua (Pupek světa), což je také jedno z jmen celého ostrova, a podle legendy jej na ostrov přivezl první král Hotu Matu'a a jeho lidé, kteří věřili, že se zde nalézá střed světa.